# Суперкуп Европе 1994.
Суперкуп Европе 1994. био је фудбалски меч одигран у две утакмице између Арсенала из Енглеске и Милана из Италије. Било је то 20. издање Суперкупа Европе, утакмице између победника УЕФА Лиге шампиона и Купа победника купова у фудбалу. Прва утакмица одиграна је на Хајберију у Лондону 1. фебруара 1995, а реванш је уследио недељу дана касније на Сан Сиру у Милану. Милан је освојио Суперкуп укупним резултатом 2–0. Већ наредне сезоне такмичење је преименовано у УЕФА суперкуп.
Оба тима су се квалификовала за ово такмичење освајањем европских трофеја у сезони 1993–94. Милан је тријумфовао у Лиги шампиона победом од 4–0 над Барселоном у финалу, док је Арсенал освојио Куп победника купова, савладавши Парму минималним резултатом. Ово је био први званични сусрет ова два клуба у европским такмичењима.
Припреме Милана за Суперкуп биле су погођене трагичним догађајем – убиством Винченца Спањола, навијача Ђенове, који је избоден на путу ка утакмици против Милана. Када је вест о његовој смрти стигла, меч је био отказан, а италијанска фудбалска такмичења суспендована на недељу дана. У знак поштовања, Милан и Арсенал су пре прве утакмице одали почаст минутом ћутања.
Пред 38.044 навијача, први меч на Хајберију завршен је без голова. Ова утакмица је такође означила повратак Пола Мерсона, који је направио паузу у каријери ради лечења зависности. Реванш на Сан Сиру привукао је значајно мању публику, а Милан је доминирао већим делом утакмице и славио захваљујући головима Звонимира Бобана и Данијелеа Масара.

## Позадина
Суперкуп Европе основан је почетком 1970-их као начин да се утврди најбољи тим у Европи и као изазов за Ајакс, који је у то време био најјачи клуб. Холандски новинар Антон Виткамп предложио је утакмицу између освајача Купа шампиона и Купа победника купова, али предлог није добио подршку УЕФА-е, пошто је тадашњи освајачи Купа победника купова, Ренџерс, био суспендовани из европских такмичења. Ипак, Виткамп је наставио са својом визијом, па је у јануару 1973. одигран двомеч између Ајакса и Ренџерса. УЕФА је годину дана касније званично признала и подржала такмичење.
Арсенал се квалификовао за Суперкуп као актуелни освајач Купа победника купова. Ово је био њихов први наступ у овом такмичењу. Током сезоне 1993–94 у Купу победника купова, Арсенал је примио само три гола, а у финалу је победио италијанску Парму минималним резултатом.
Други учесник био је Милан, који је освојио Лигу шампиона 1993–94. У финалу су убедљиво победили фаворизовану Барселону са 4–0, што је клубу донело трећу европску титулу у шест година. Милану је ово било пето учешће у Суперкупу; пре утакмица против Арсенала, освојили су трофеј два пута заредом (1989. и 1990), али су поражени у финалу 1973. и 1993. Ово је уједно био и први званични сусрет ова два тима у европским такмичењима.
Ниједна утакмица није била емитована уживо у Великој Британији, али су снимци приказани на Carlton (ITV компанија са седиштем у Лондону), као и у оквиру емисија Football Italia на Channel 4 и на Sky Sports. Снимци прве утакмице приказани су и на Central Television у оквиру Central Sports Special, уз коментаре Брајана Мура, који је био и у програму Carlton.
Уживо радио пренос друге утакмице био је предвиђен у оквиру емисије Trevor Brooking's Football Night на  BBC Radio 5 Live,  али је замењен директним преносом реванша четвртог кола ФА купа између Вулверхемптона и Шефилд венздеја. Ипак, Рон Џоунс је извештавао о обе утакмице за Five Live.

## Прва утакмица
Прва утакмица одиграна је на Хајберију 1. фебруара 1995. Миланове припреме биле су засенчене насиљем које се догодило у њиховој последњој домаћој утакмици против Ђенове, три дана раније. Сукоби између навијача оба клуба довели су до полицијске интервенције и употребе сузавца. Винченцо Спањоло, навијач Ђенове, избоден је пре почетка утакмице и касније је преминуо током лечења. Меч је касније прекинут када је вест стигла до играча и стручног штаба на полувремену. Тренер Милана Фабио Капело признао је да су његови играчи били дубоко погођени инцидентом и да су имали потешкоћа са фокусом на утакмицу Суперкупа. Изјавио је новинарима: „Верујем да је психолошка равнотежа сваког играча нарушена недељном трагедијом. Наш тим је био у сјајном стању све до недеље. Али последњих дана морао сам да будим играче. Зато не могу да предвидим какав Милан ћете видети.“ Осам стотина навијача Милана допутовало је у Лондон, а Капело је демантовао извештаје да је један део њих намеравао да изазове нереде.
Пол Мерсон се вратио у тим Арсенала након паузе изазване проблемима са зависношћу од кокаина, алкохола и коцкања. Енглески репрезентативац, који је био на лечењу у рехабилитационој клиници, започео је утакмицу на клупи за резервне играче. Арсенал је играо у формацији 4–4–2, с Ијаном Рајтом и Џоном Хартсоном у нападу, док је Кевин Кембел био пребачен на десно крило. Милан је имао сличан распоред, с Марселом Десајијем и Демијаном Албертинијем у средини терена.
Пре почетка утакмице одржан је минут ћутања у знак сећања на Спањола, док су навијачи Милана, у складу с италијанском традицијом, аплаудирали у знак поштовања.
Сама утакмица била је бледа и описана је као „тренажни меч“, без жаркости и ангажовања, према фудбалском дописнику листа The Times Робу Хјузу. Обе екипе створиле су мало конкретних прилика и меч је завршен без голова. Ипак, обе екипе су биле сигурне у одбрани – Милан је неколико пута успешно поставио офсајд замку, док је Арсенал добио подршку у виду капитена Тонија Адамса, који је одиграо прву комплетну утакмицу након два месеца паузе.
Тренер Арсенала Џорџ Грејам је након меча изјавио: „Било је као некадашњи Арсенал. Били смо веома чврсти.“ Глен Мур, новинар листа The Independent, сматрао је да би Милан победио да је боље реализовао шансе, истичући благи волеј Дејана Савићевића у 75. минуту. Марко Симоне је два пута шутирао поред гола, док је слободан ударац Албертинија натерао голмана Арсенала Дејвида Симана на реакцију.
Најбољу прилику за Арсенал имао је Рајт у 36. минуту. Примио је лопту на својој половини и кренуо у продор, избећи неколико играча Милана. Његов ударац ка голу вешто је одбранио Себастијано Роси. Додатне шансе имали су Хартсон, који је главом шутирао после корнера Стефана Шварца, и Стив Болд, пре него што је Кембел пробио и његов ударац био блокиран од стране голмана Милана.
Улазак Мерсона у 74. минуту поздравили су навијачи Арсенала, као и сваки његов контакт са лоптом. Након утакмице признао је да је био преплављен емоцијама и додао: „Било је сјајно поново бити у акцији и захваљујем свима који су ми помогли. Ово је први корак назад.“

### Детаљи
| Арсенал | 0–0      | Милан |
| ------- | -------- | ----- |
|         | Извештај |       |

| Арсенал | Милан |

| GK        | 1  | Дејвид Симан      |  |     |
| RB        | 2  | Ли Диксон         |  |     |
| CB        | 5  | Стив Боулд        |  |     |
| CB        | 6  | Тони Адамс (к)    |  |     |
| LB        | 3  | Најџел Винтерберн |  |     |
| CM        | 4  | Стефан Шварц      |  |     |
| CM        | 7  | Јон Јенсен        |  | 85’ |
| CM        | 10 | Ијан Сили         |  |     |
| CF        | 8  | Ијан Рајт         |  |     |
| CF        | 9  | Џон Хартсон       |  |     |
| CF        | 11 | Кевин Кемпбел     |  | 74’ |
| Измене:   |    |                   |  |     |
| GK        | 16 | Винс Бартрам      |  |     |
| DF        | 12 | Мартин Кион       |  |     |
| MF        | 13 | Дејвид Хилијер    |  | 85’ |
| MF        | 14 | Пол Мерсон        |  | 74’ |
| MF        | 15 | Еди Макголдрик    |  |     |
| Тренер:   |    |                   |  |     |
| Џорџ Грем |    |                   |  |     |

| GK           | 1  | Себастијано Роси     |     |     |
| RB           | 2  | Мауро Тасоти         |     |     |
| LB           | 3  | Паоло Малдини        |     |     |
| CM           | 4  | Деметрио Албертини   |     |     |
| CB           | 5  | Алесандро Костакурта |     |     |
| CB           | 6  | Франко Барези (к)    |     |     |
| RM           | 7  | Роберто Донадони     |     |     |
| CM           | 8  | Марсел Десаји        |     |     |
| CF           | 9  | Марко Симоне         | 44’ |     |
| LM           | 10 | Дејан Савићевић      |     | 89’ |
| CF           | 11 | Данијеле Масаро      |     |     |
| Измене:      |    |                      |     |     |
| GK           | 12 | Марио Иелпо          |     |     |
| DF           | 13 | Филипо Гали          |     |     |
| DF           | 14 | Стефано Нава         |     |     |
| MF           | 15 | Стефано Еранио       |     |     |
| FW           | 16 | Паоло ди Канио       |     | 89’ |
| Тренер:      |    |                      |     |     |
| Фабио Капело |    |                      |     |     |

| Помоћне судије: Роберт Оверклефт (Холандија) Робертус Брекелманс (Холандија) Четврти судија: Јан Вегереф (Холандија) | Правила - 90 минута регуларног дела - пет резервних играча - највише три измене у току регуларног дела |

## Друга утакмица
Реванш утакмица одиграна је на Сан Сиру 8. фебруара 1995. Овим мечом настављено је фудбалско првенство у Италији, након што су утакмице биле прекинуте на недељу дана у знак сећања на Винченца Спањола. Инцидент на Сан Сиру подстакао је Милан да примени мере безбедности које се обично користе за утакмице високог ризика. Ипак, портпарол клуба Уго Алеви умањио је значај тих мера, изјавивши: „Неће бити посебних безбедносних мера за њих. Сви ће бити смештени у посебан сектор стадиона, одвојени од навијача Милана. Оно што нас највише брине је како ће се наши навијачи понашати.“ У ноћи пре меча продато је 15.800 улазница, од чега су 13.600 купили навијачи Милана. Алеви је признао да је ово последица недавног насиља на утакмици против Ђенове: „Људи се тренутно плаше да долазе на фудбал.“ Allevi admitted this was a repercussion of the violence in their last home game; "People are scared to come to football at the moment."
Милан је ушао у меч свежији од две екипе, али је Сајмон Барнс у својој најави за The Times истакао да је највећи адут Арсенала „чист инат“. Недисциплина Арсенала била је главна тема пре меча, пошто су два играча добила црвене картоне у поразу од Шефилд венздеја претходне суботе. Поред тога, будућност менаџера Џорџа Грејама доведена је у питање због навода да је примао незаконите уплате приликом трансфера, што је он одбацио. На конференцији за медије пре утакмице, Грејам је похвалио европски фудбал и истакао жељу да освоји још један трофеј за клуб: „Ово је лоша сезона по нашим стандардима и свака победа у било ком купу има своју вредност.“
Мерсон је заменио Џона Јенсена у стартној постави Арсенала, док је у Милану Звонимир Бобан ушао у тим уместо суспендованог Симонеа, а Кристијан Панучи је заменио Паола Малдинија. Грејам је применио формацију 4–1–4–1, са Шварцом као јединим дефанзивним везним играчем и Хартсоном као најистуренијим нападачем. Пред 23.953 гледалаца, Милан је лако дошао до победе од 2:0 и тиме окончао Арсеналов низ од 15 утакмица без пораза у Европи. Први гол за домаћина постигао је Бобан неколико минута пре полувремена, након што га је сјајним додавањем у простор пронашао Данијеле Масаро. Хрватски нападач је успео да затресе мрежу и поред покушаја Шварца да га задржи повлачењем за дрес. Бобан је замало постигао и други гол, али је Дејвид Симан брзо реаговао и спречио погодак. До тог тренутка, Арсенал је само повремено претио. У 19. минуту, након дуге лопте, Хартсон је успео да превари Франка Барезија, али је његов ударац отишао поред гола. Милан је лако контролисао утакмицу, при чему су Марсел Десаји и Дејан Савићевић диктирали темпо. Савићевић је био близу да дуплира предност Милана када је пробио и шутирао ка голу, али је Симан скренуо лопту у корнер.
У другом полувремену, Рајт је мислио да је изједначио за Арсенал након што је убацио лопту у мрежу, али је гол поништен због прекршаја у нападу. Милан је наставио да напада и убрзо је повећао предност – након корнера Савићевића, Масаро је скочио више од свог чувара Лија Диксона и главом затресао мрежу Арсенала. Диксон, који је раније у другом полувремену задобио повреду, одмах је замењен Мартином Кионом, пошто није могао да настави игру.
Игру домаћина похвалио је новинар The Guardian Расел Томас, који је у извештају написао: „Милан је одиграо фудбал с лакоћом и елеганцијом, далеко изнад могућности енглеских клубова.“ Насупрот томе, Глен Мур је приметио да је Арсенал изгледао „потпуно другачије у односу на беживотну и нервозну екипу коју смо гледали у домаћем првенству“. Грејам је Милан описао као „најбољи тим у Европи, или на свету. Пуно смо научили. Али могли смо да им пружимо бољи отпор, и због тога сам разочаран.“
Капело је био задовољан победом Милана и веровао је да његов тим још увек није достигао пун потенцијал: „Још увек смо око два месеца далеко од тога где бисмо требали бити.“ Ово је био његов осми трофеј као тренера клуба, чиме је надмашио свог претходника Арига Сакија. „Менталитет овог великог клуба преноси се са старијих играча на млађе, тако да они уче самопожртвованост и како се бори за сваки трофеј на који циљамо,“ изјавио је Капело.
Арсенал и Милан су касније стигли до финала Купа победника купова и Лиге шампиона 1995. године, али нису успели да одбране титуле. Арсенал је изгубио у продужецима од Реал Сарагосе, док је Ајакс победио Милан минималним резултатом.

### Детаљи
| Милан                  | 2–0      | Арсенал |
| ---------------------- | -------- | ------- |
| Бобан 41’ · Масаро 67’ | Извештај |         |

| Милан | Арсенал |

| GK           | 1  | Себастијано Роси     |     |     |
| RB           | 2  | Мауро Тасоти         |     |     |
| LB           | 3  | Кристијан Панучи     |     |     |
| CM           | 4  | Деметрио Албертини   | 24’ |     |
| CB           | 5  | Алесандро Костакурта | 59’ |     |
| CB           | 6  | Франко Барези (к)    |     |     |
| RM           | 7  | Роберто Донадони     |     |     |
| CM           | 8  | Марсел Десаји        |     |     |
| CM           | 9  | Звонимир Бобан       |     |     |
| LM           | 10 | Дејан Савићевић      |     | 89’ |
| CF           | 11 | Данијеле Масаро      |     | 80’ |
| Измене:      |    |                      |     |     |
| GK           | 12 | Марио Иелпо          |     |     |
| DF           | 13 | Филипо Гали          |     |     |
| MF           | 14 | Стефано Еранио       |     | 80’ |
| FW           | 15 | Паоло ди Канио       |     | 89’ |
| FW           | 16 | Алесандро Мели       |     |     |
| Тренер:      |    |                      |     |     |
| Фабио Капело |    |                      |     |     |

| GK        | 1  | Дејвид Симан      |     |     |
| RB        | 2  | Ли Диксон         |     | 66’ |
| LB        | 3  | Најџел Винтерберн |     |     |
| CM        | 4  | Стефан Шварц      |     |     |
| CB        | 5  | Стив Боулд        | 13’ |     |
| CB        | 6  | Тони Адамс (к)    |     |     |
| CF        | 7  | Кевин Кемпбел     |     | 76’ |
| CF        | 8  | Ијан Рајт         |     |     |
| CF        | 9  | Џон Хартсон       |     |     |
| CM        | 10 | Пол Мерсон        |     |     |
| CM        | 11 | Ијан Сили         |     |     |
| Измене:   |    |                   |     |     |
| GK        | 16 | Винс Бартрам      |     |     |
| DF        | 12 | Мартин Кион       |     | 76’ |
| DF        | 13 | Енди Линиган      |     |     |
| MF        | 14 | Јон Јенсен        |     |     |
| MF        | 15 | Реј Парлор        |     | 66’ |
| Тренер:   |    |                   |     |     |
| Џорџ Грем |    |                   |     |     |

| Помоћне судије: Егберт Енглер (Њемачка) Ханс-Георг Филбрун (Њемачка) Четврти судија: Бернд Хајнеман (Њемачка) | Правила - 90 минута регуларног дела - 30 минута продужетака уколико је неопходно - извођење једанаестераца уколико је резултат и даље нерешен - пет резервних играча - највише три измене у току регуларног дела |